# Bella Gonçalves
Isabella Gonçalves Miranda, más conocida como Bella Gonçalves, (Belo Horizonte, 20 de noviembre de 1988) es una politóloga y política brasileña. Fue concejala de su ciudad natal por el Partido Socialismo y Libertad (PSOL). También ocupó el cargo de presidenta de la sección municipal del PSOL y fue miembro activo de las Brigadas Populares en defensa del derecho a la ciudad. Fue la primera concejala abiertamente lesbiana de Belo Horizonte. Fue elegida diputada estatal de Minas Gerais en 2022.

## Formación académica
Bella se licenció en Ciencias sociales por la Universidad Federal de Minas Gerais en 2012 y se doctoró en Poscolonialismo y Ciudadanía global en el Centro de Estudios Sociales de la Universidad de Coimbra (CES) en Portugal, así como en Ciencias políticas en la Universidad Federal de Minas Gerais en 2019. Durante sus estudios de doctorado, Gonçalves defendió una tesis titulada Brasil em Movimento: o fim da Nova República ea crise da esquerda brasileira (Brasil en movimiento: El fin de la Nueva República y la crisis de la izquierda brasileña). Durante sus años universitarios participó en el Proyecto de Extensión Universitaria Polos de Ciudadanía de la UFMG.

## Actividad política
En 2008, durante sus estudios de Ciencias Sociales y mientras participaba en el programa «Polos de Cidadania», inició el contacto con los movimientos sociales locales. Participó activamente en la lucha por la regularización de las tierras mediante el instrumento jurídico de la usucapión colectiva de la favela Vila Acaba Mundo. También contribuyó a debates y cooperativas en la región de Vale do Jequitinhonha, centrándose en los derechos de las mujeres.

### Brigadas Populares
En 2009, se unió a las Brigadas Populares, una «organización militante, popular y de masas» que opera con un enfoque socialista, de clase, feminista, antirracista, antiimperialista, antipunitivista y nacionalista-revolucionario. Esta iniciativa actúa en diversos lugares como ocupaciones, periferias, barrios, organizaciones comunitarias, colectivos, sindicatos, escuelas y universidades. Tiene presencia en estados como Bahía, Ceará, Distrito Federal, Espírito Santo, Minas Gerais, Río de Janeiro, Santa Catarina, São Paulo y Pará. Fue una de las fundadoras del «Comitê Popular dos Atingidos pela Copa» (Comité popular de los afectados por la Copa Mundial), que desempeñó un papel clave en la organización de la resistencia de las familias afectadas por las obras de construcción relacionadas con la Copa Mundial de Fútbol de 2014. Apoyó diversas luchas por la vivienda, incluidas las ocupaciones de Dandara y Izidora en la Región Metropolitana de Belo Horizonte. También apoyó la resistencia de trabajadores de la Feira do Mineirinho (Mercado de Mineirinho) y de los Barraqueiros do Mineirão (vendedores cerca del Estadio Mineirão), que se vieron afectados por la celebración del Mundial. Además, fue miembro del movimiento «Fora Lacerda», que se opuso a la administración empresarial del alcalde Márcio Lacerda entre 2009 y 2016.
Participó en las protestas populares de junio de 2013.

### Elecciones 2016
Formó parte del movimiento «Muitas (Pela Cidade que Queremos)», que en 2016 lanzó varias candidaturas para las elecciones municipales. Este movimiento combinó una diversidad de perspectivas para crear un espacio para el compromiso político en Belo Horizonte. Bajo el lema «Votou em Uma, Votou em Todas» (Votaste por una, Votaste por todas), fue la tercera candidata más votada de la coalición PSOL/PCB, lo que la convierte en la primera suplente. Posteriormente fue invitada a formar parte de la «Gabinetona» como co-concejala, junto a las concejalas electas Áurea Carolina y Cida Falabella. En 2018, con la elección de Áurea Carolina a la Cámara de Diputados, Gonçalves asumió el cargo de concejala.

### Elecciones 2020
En las elecciones municipales de 2020, fue reelegida como concejala municipal con 6.954 votos.
Como concejala, formó parte de la Comisión Parlamentaria de Investigación (CPI) sobre BHTrans en 2021, que destapó la formación de un cártel en el proceso de licitación del transporte público de Belo Horizonte, creado en 2008. Posteriormente, fue presidenta de la Comisión de Derechos Humanos del Consejo Municipal de Belo Horizonte.

### Elecciones 2022
En las elecciones de 2022, fue elegida diputada estadual de Minas Gerais por el PSOL, obteniendo 43.768 votos.

### Desempeño electoral
| Año  | Elección                                 | Partido | Candidata para    | Votos          | Resultado | Ref.   |
| ---- | ---------------------------------------- | ------- | ----------------- | -------------- | --------- | ------ |
| 2016 | Elecciones municipales de Belo Horizonte | PSOL    | Concejala         | 3.422 (0,31%)  | Sustituta | [ 23 ] |
| 2020 | Elecciones municipales de Belo Horizonte | PSOL    | Concejala         | 6.954 (0,65%)  | Elegida   | [ 23 ] |
| 2022 | Elecciones estaduales en Minas Gerais    | PSOL    | Diputada estadual | 43.768 (0,39%) | Elegida   | [ 23 ] |

## El caso de acoso sexual de Boaventura de Sousa Santos
En 2023, Gonçalves anunció que había sido agredida sexualmente por el sociólogo Boaventura de Sousa Santos mientras era estudiante de doctorado en el Centro de Estudios Sociales de la Universidad de Coimbra (CES), en Coimbra, Portugal.